# Route nationale 108
Die N108 war eine französische Nationalstraße, die 1824 zwischen der N87 (ab 1949 N113) bei Montpellier und Sète festgelegt wurde. Sie geht auf die Route impériale 128 zurück. Ihre Länge betrug 26 Kilometer. 1933 wurde sie über den Chemin de Grade Communication 38 des Départements Hérault bis Agde verlängert, wodurch die Länge auf 48 Kilometer stieg. 1973 wurde sie von der N112 übernommen. 1978 wurde die erst 1966 als Abschnitt der N600 festgelegte Straße zwischen Marvejols und Barjac in N108 umnummeriert. Diese ist seit 2006 abgestuft.